# Альберт Стшелецкий
Альберт Стшелецкий (пол. Albert strzelecki, нем. Albert von Strehlitz; после 1300—1370/1375) — князь Опольский (1313—1323) вместе со старшим братом Болеславомм, с 1323 года самостоятельный князь Стшелецкий.

## Биография
Представитель опольской линии польской династии Пястов. Третий (младший) сын князя опольского Болеслава I (1254/1258 — 1313) и Агнессы (ум. 1301), происхождение которой неизвестно..
Являлся одним из двух членов династии Силезских Пястов, носивших это имя (вторым был Альберт, сын Владислава II Изгнанника). У Альберта было двое старших братьев: Болеслав Первородный, князь Немодлинский, и Болеслав II, князь Опольский.
После смерти своего отца в 1313 году, будучи несовершеннолетним, Альберт вместе со старшим братом Болеславом II получил в совместное владение Опольское княжество с городами Ополе и Стшельце-Опольске. Братья находились под опекой старшего брата Болеслава Немодлинского. 
Достигнув совершеннолетия в 1323 году, братья разделили свои владения: центральная часть княжества с столицей Ополе досталось Болеславу, а Альберт стал править в Стшельце. О его внутренней и внешней политике почти ничего не известно. По неизвестным причинам Альберт Стшелецкий в 1327 году вместе с другими князьями Верхней Силезии не принес в Опаве оммаж королю Чехии Иоганну Люксембургскому. Несмотря на это в последующие годы Стшелецкое княжество рассматривалось как часть короны Святого Вацлава в отличие от, например, Свидницкого и Зембицкого княжеств.
В 1326 году князь Альберт Стшелецкий даровал городские права столице княжества, городу Стшельце-Опольске. Он оказывал финансовую помощь основанному его отцом монастырю цистерцианцев в Емельнице.
Точная дата смерти Альберта Стшелецкого неизвестна. Последний раз он упоминался как живой около 1366 года, ряд историков предполагают, что он умер между 1370 и 1375 годами. Альберт Стшелецкий был похоронен в монастыре в Емельнице, где до сих пор хранится его портрет.
После смерти Альберта Стшельце-Опольске унаследовал его племянник Болеслав III, князь Опольский.

## Семья
В 1347 году князь Альберт Стшелецкий женился на Агнессе (ум. 27 мая 1371), дочери Бурхарда I фон Хардегга, бургграфа Магдебурга. Супруги имели браке единственную дочь:
- Эльжбета Стшелецкая (до 1348—1360/1361), жена Владислава Белого, князя Гневковского (ок. 1330—1388).